# Ribbon (banda)
Ribbon（リボン) fue un grupo idol japonés, activo en la década de los 90.

## Biografía
Ribbon se formó en 1989, cuando Fuji Television realizó una audición en el programa de TV Go Go Paradise. Poco después lanzaron su primer sencillo titulado: "リトル☆デイト Ritoru☆Deito/Little Date" con Matsuno como la voz principal. Mismo que fue utilizado como segundo opening en el anime, Ranma ½. Sin embargo, tiempo después se decidió que Hiromi fuera la intérprete primaria.

## Carrera y separación
En los años posteriores liberaron 7 álbumes de estudio, convirtiéndolas en uno de los grupos idol con más actividad de la época. Pese a este hecho la banda se disolvió en marzo de 1994, para dar paso a que las chicas continuaran con su carrera en solitario.

## Discografía

### Álbumes de estudio
| 30 de mayo de 1990      | Lucky Point             |
| 23 de enero de 1991     | Wonderful de Ikou!!     |
| 17 de julio de 1991     | Jessica                 |
| 18 de marzo de 1992     | R753                    |
| 17 de julio de 1992     | Knight                  |
| 20 de noviembre de 1992 | Hoshi no Ki no Shita De |
| 3 de noviembre de 1993  | Merry-Hurry             |

### Álbumes en vivo
| 19 de marzo de 1994 | ROCK'N'ROLL RIBBON |

### Best Albums
| 21 de noviembre de 1991 | Delicious Best of ribbon THE BEST with original KARAOKE |
| 18 de junio de 1993     | More Delicious ~ ribbon Best II                         |
| 21 de noviembre de 1996 | SINGLE COLLECTION COMPLETE                              |
| 21 de noviembre de 2001 | MY Kore! Kushon ribbon BEST                             |
| 18 de julio de 2007     | "ribbon" SINGLES Complete                               |
| 16 de julio de 2008     | Wonderful de Ikou!! + Singles Collection                |
| 21 de abril de 2010     | Mt Kore! Lite Series ribbon                             |

### Sencillos
| 6 de diciembre de 1989  | Little☆Date             |
| 11 de abril de 1990     | Soba ni Iru ne          |
| 25 de julio de 1990     | Ano Ko ni Yoroshiku     |
| 14 de noviembre de 1990 | Virgin Snow             |
| 3 de marzo de 1991      | "Taiyou no Yukue        |
| 26 de junio de 1991     | Silent Summer           |
| 13 de noviembre de 1991 | Sore wa Iwanai Yakusoku |
| 21 de febrero de 1992   | Deep Breath             |
| 3 de junio de 1992      | Taiyou ni Hi wo Tsukete |
| 2 de septiembre de 1992 | "S"ENSATIONAL WIND      |
| 2 de diciembre de 1992  | Do You Remember Me?     |
| 7 de abril de 1993      | Be My Diamond!          |
| 6 de octubre de 1993    | Yoake Nante Iranai      |

### Vídeos/Conciertos
| 28 de marzo de 1990      | ribbon FIRST WAVE            |
| 21 de septiembre de 1990 | Parade Parade!!              |
| 3 de julio de 1991       | HONG KONG CALLING            |
| 13 de noviembre de 1991  | HARLEM NIGHT                 |
| 19 de junio de 1992      | "VIRTUAL ribbon RE-MIXED3    |
| 6 de noviembre de 1992   | ribbon Shoku HARLEM NIGHT    |
| 19 de noviembre de 1993  | Yasei Zukan                  |
| 18 de marzo de 1994      | video clips EXTRA! Gou Soto! |